# IC 4070
IC 4070 је елиптична галаксија у сазвјежђу Береникина коса која се налази на листи објеката дубоког неба у Индекс каталогу.
Деклинација објекта је + 19° 18' 6" а ректасцензија 13h 1m 43,2s. Привидна величина (магнитуда) објекта IC 4070 износи 13,8 а фотографска магнитуда 14,8.